# Ruth Kappelsberger
Ruth Kappelsberger (* 13. November 1927 in München; † 5. September 2014 in Berg am Starnberger See) war eine deutsche Fernsehansagerin und Schauspielerin.

## Leben

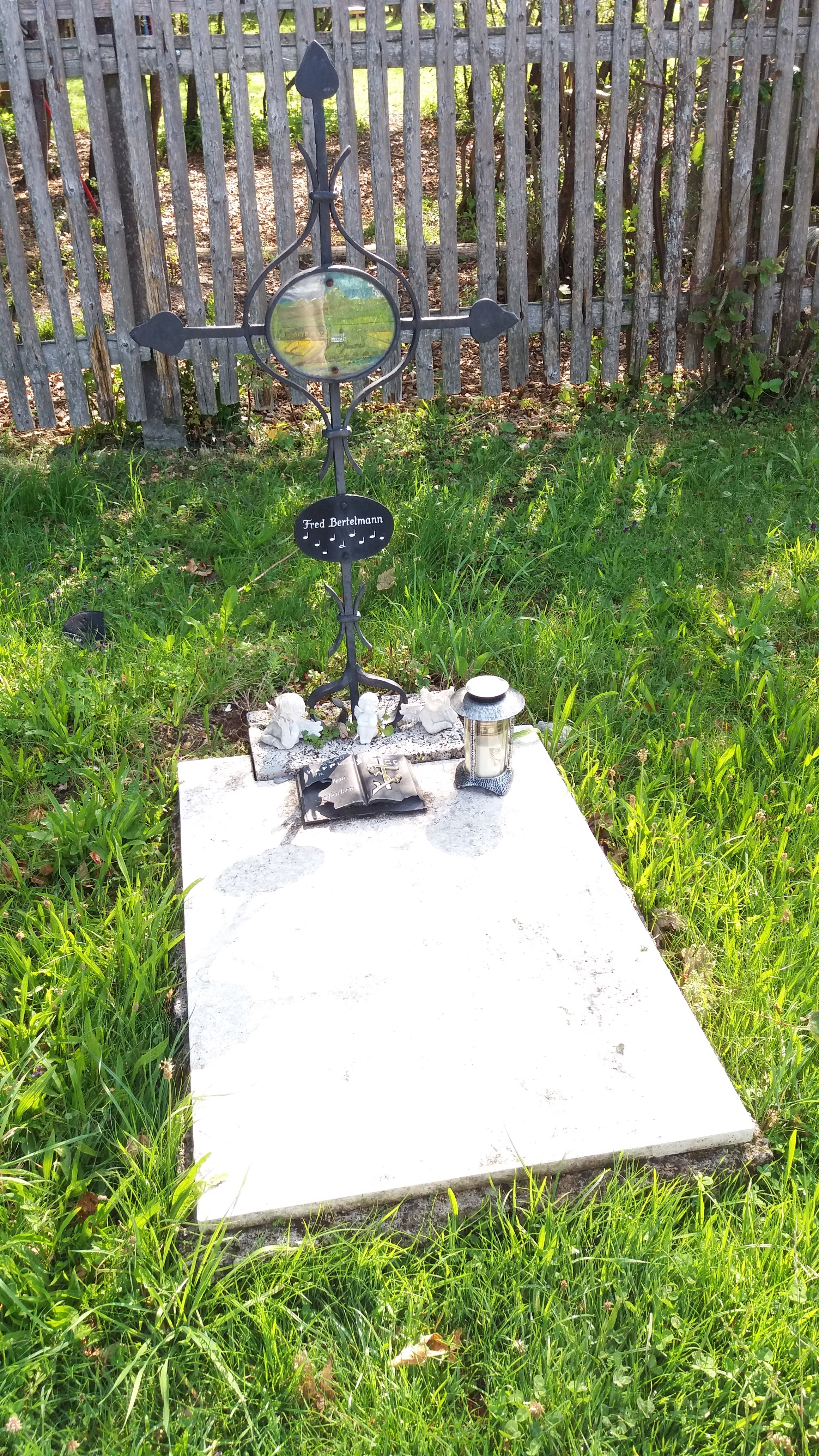
Grabstätte Ruth Kappelsberger und Fred Bertelmann

Ruth Kappelsberger erhielt bereits im Alter von sechs Jahren Ballettunterricht und absolvierte die Schauspielschule Hannover. 1946 bis 1948 trat sie in den Programmen des legendären Münchner Nachkriegs-Kabaretts Die Schaubude auf. Weitere Theaterauftritte hatte sie an der Kleinen Komödie München, am Kleinen Theater im Zoo in Frankfurt am Main, am Volkstheater München und auf Tourneen.
Kappelsberger kam 1946 als Sprecherin zum Bayerischen Rundfunk und gehörte seit 1954 zu den ersten Ansagerinnen im deutschen Fernsehen. Seit Anfang der 1950er Jahre war sie in einigen Film-Produktionen zu sehen, darunter Wetterleuchten um Maria (1957; Regie: Luis Trenker), Der Edelweißkönig (1957; mit Christiane Hörbiger), Plonk (1972) und zahlreichen Stücken des Komödienstadels. Zudem wirkte die Schauspielerin in den TV-Serien Königlich Bayerisches Amtsgericht, Drei sind einer zuviel, Das Damenkränzchen und Der Gerichtsvollzieher mit.
Bis heute legendär sind die vom BR produzierten, in den 80er-Jahren jeden Samstagvormittag im Hörfunk gespielten Stücke Er und Sie mit Walter Sedlmayr.
Von 1978 bis 1984 gehörte sie als parteilose Abgeordnete dem Kreistag des Landkreises Starnberg an. Seit 1966 war sie in zweiter Ehe mit dem im Januar 2014 verstorbenen Schlagersänger Fred Bertelmann verheiratet. Das Paar hatte eine gemeinsame Tochter.
Ruth Kappelsberger starb am 5. September 2014 im Alter von 86 Jahren in Berg am Starnberger See und wurde auf dem Friedhof in Aufkirchen im Grab ihres Ehemannes beigesetzt.

## Filmografie
- 1950: Der Geigenmacher von Mittenwald
- 1951: Der letzte Schuß
- 1953: Die goldene Gans
- 1955: Der grüne Kakadu
- 1955: Das Schweigen im Walde
- 1957: Der Edelweißkönig
- 1957: Vater macht Karriere
- 1957: Wetterleuchten um Maria
- 1958: Worüber man nicht spricht
- 1959–1985: Der Komödienstadel:
  - 1959: Späte Entdeckung
  - 1961: Zigeunersimmerl
  - 1962: Der Hochzeiter
  - 1963: Der Geisterbräu
  - 1966: Die Mieterhöhung
  - 1969: Witwen
  - 1973: Die kleine Welt
  - 1982: Die Tochter des Bombardon
  - 1985: Wenn der Hahn kräht
- 1961: Drei weiße Birken
- 1971: Ein toller Dreh
- 1972: Plonk
- 1974: Die Reform
- 1977: Drei sind einer zuviel (Serie)
- 1980: Polizeiinspektion 1 – Das Denkrohr
- 1981: Der Gerichtsvollzieher (Serie)
- 1992: Grüß Gott, Frau Doktor

## Hörspiele
- 1954: Michael Brett: Dem Reißer entsprungen – Regie: Fritz Benscher (BR)